# Apawen
Apawen – wieś w Armenii, w prowincji Lorri. W 2011 roku liczyła 85 mieszkańców.